# Alto, Novi Meksiko
Alto je neuključeno područje u okrugu Lincolnu u američkoj saveznoj državi Novom Meksiku. 

## Povijest
Ovo je planirana, rezidencijska i rekreacijska zajednica duž dva planinska lanca u Altu. Alto Lakes je zamisao koju je stvorio i razvio Don Blaugrund 1967. godine. Središte zajednice je Alto Lakes Golf & Country Club. Alto Lakesom upravljaju Alto Lakes Alto Lakes Water & Sanitation District i Alto Lakes Special Zoning District.

## Stanovništvo
Nije posebno zabilježen u podatcima popisa stanovništva 2010. godine.

## Promet
- Regionalni aerodrom Sierra Blanca (IATA: RUI, ICAO: KSRR, FAA LID: SRR)
- Državna cesta Novog Meksika br. 48

## Vanjske poveznice
- Alto Lakes